# 国道88号線 (韓国)
国道88号線(こくどう88ごうせん、ハングル: 국도 제88호선)は慶尚北道英陽郡日月面から同道蔚珍郡平海邑をつなぐ大韓民国の一般国道である。また、この道路は総延長が38.5kmに大韓民国で国道82号線次に2番目に短い国道路線である。

## 歴史
- 2001年8月25日 : 近隣に国道級道路のない立ち遅れた地域に一般国道をつなぐことにより、当該地域の発展を図るため、既存の地方道等を一般国道に新たに指定し、国道88号線(英陽~蔚珍線)を新設。

## 路線データ
- 総延長 : 38.5 km[1]
- 通過市•郡 : 2ヵ所[2]

## 通過する自治体
- 慶尚北道
  - 英陽郡 - 蔚珍郡

## 交差する道路
- 国道7号線 (東海大路（朝鮮語版）)
- 国道31号線 (韓国)（朝鮮語版）